# Legacy Recordings
Legacy Recordings is een platenlabel dat eigendom is van Sony Music Entertainment. Op dit label worden heruitgaven van materiaal uit Sony Musics catalogus uitgebracht. Het gaat dan om uitgaven op cd, dvd, lp en om MP3 en streaming-formaten. Vaak zijn dit speciale edities met bonusmateriaal, zoals extra tracks, speciale versies van tracks en video's.

## Geschiedenis
Legacy Recordings werd opgericht in 1990 door CBS Records. In 1991 werd het onderdeel van Sony Music Entertainment, dat CBS Records had overgenomen. In eerste instantie was het Legacy verantwoordelijk voor de catalogi van Columbia, Epic en andere CBS labels. Na de oprichting van Sony BMG Music Entertaiment in 2004, kwamen ook BMG labels als Jive, Arista en RCA daarbij.
Het centrale doel is om de heruitgaven van albums vanuit één afdeling van Sony Music Entertainment te regelen en overzien; en om regelmatig het oude materiaal in een hedendaags formaat op de markt te brengen.

## Artiesten
Artiesten die onder Legacy vallen zijn:
- *NSYNC
- A Tribe Called Quest
- A$AP Mob
- A$AP Rocky
- Aborted
- AC/DC
- Accept
- Acda en De Munnik
- Adam & The Ants
- Admiral Freebee
- Anastacia
- Aerosmith
- Alex Agnew
- Agnostic Front
- Al Bano & Romina Power
- Albert Hammond
- Alan Jackson
- Alice in Chains
- Alice Cooper
- Aliyah
- Alicia Keys
- Alison Moyet
- Anathema

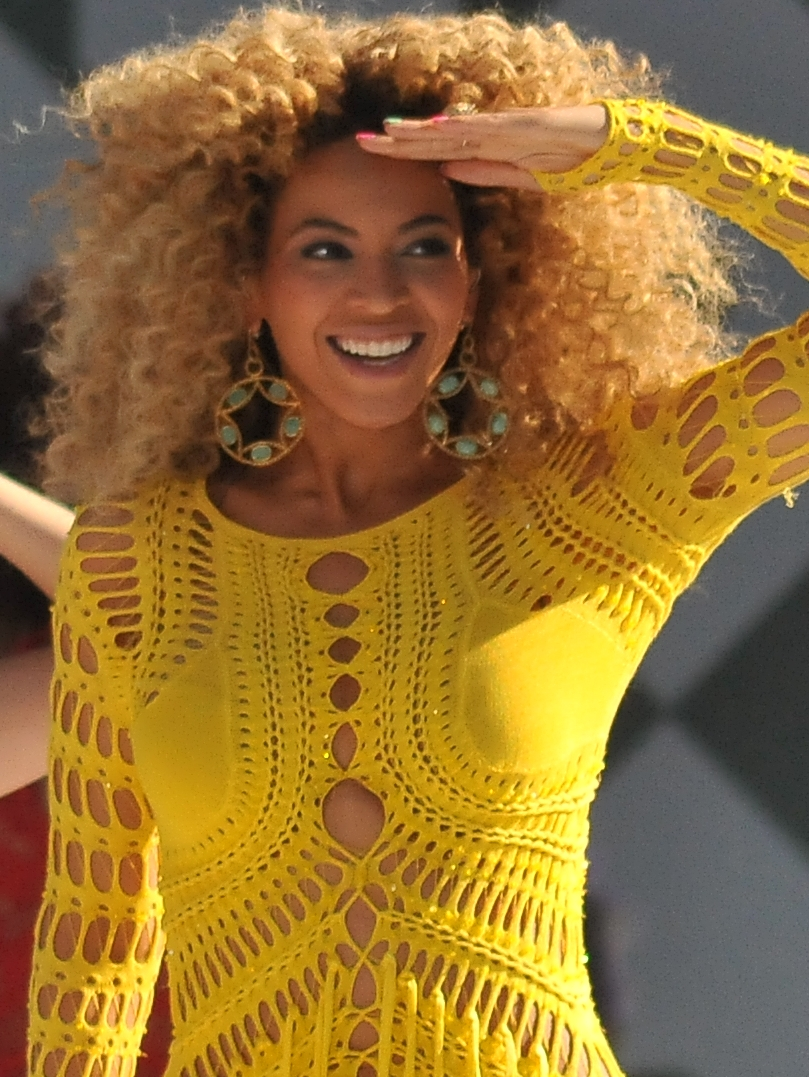
Beyoncé

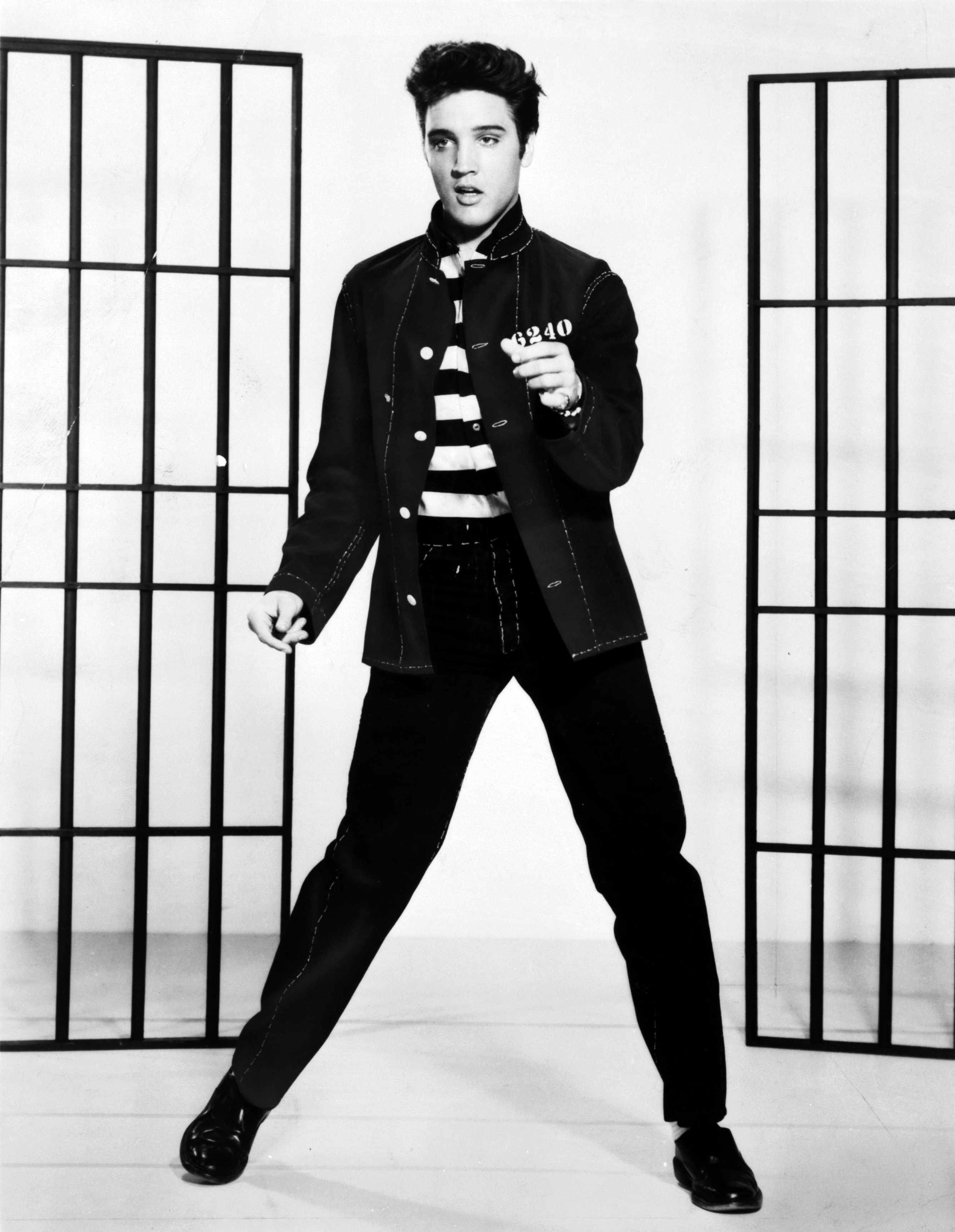
Elvis

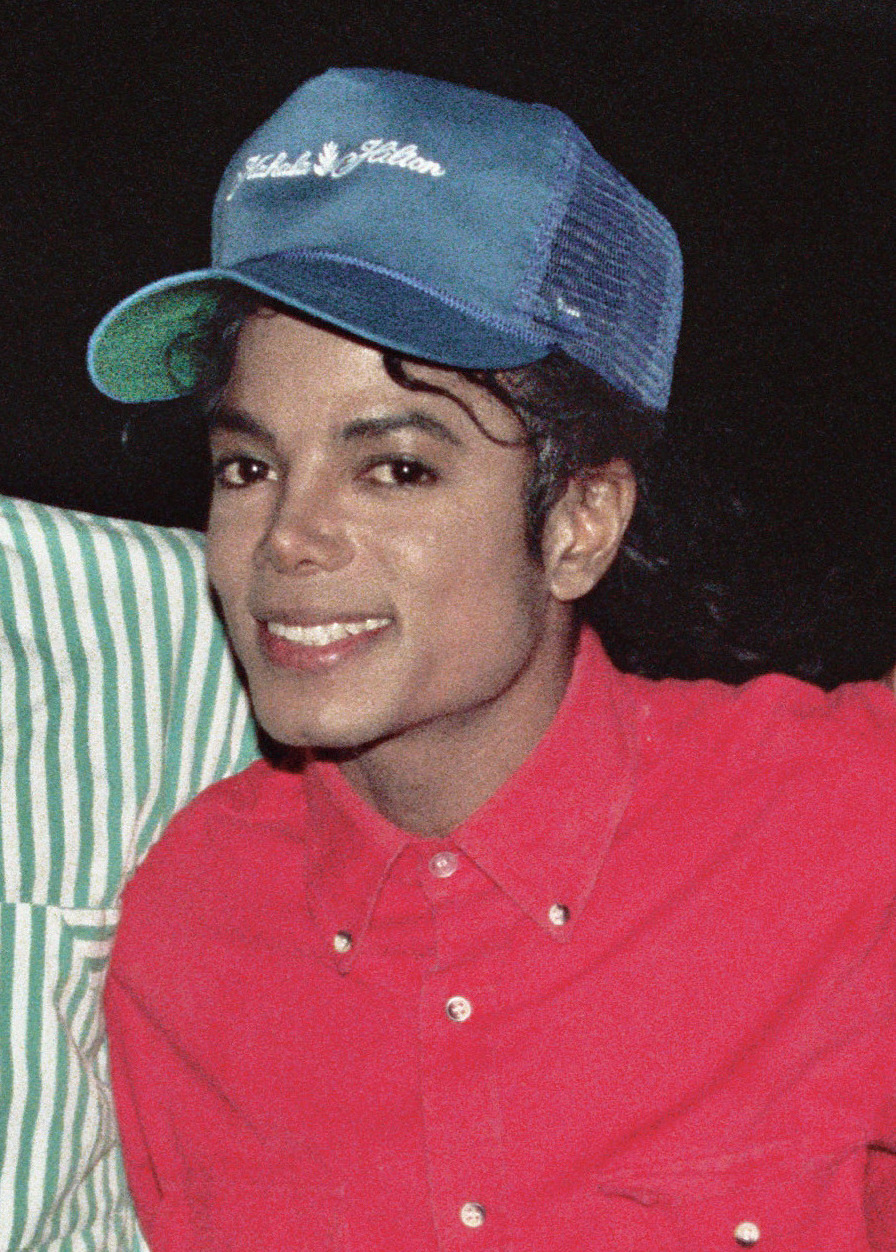
Michael Jackson

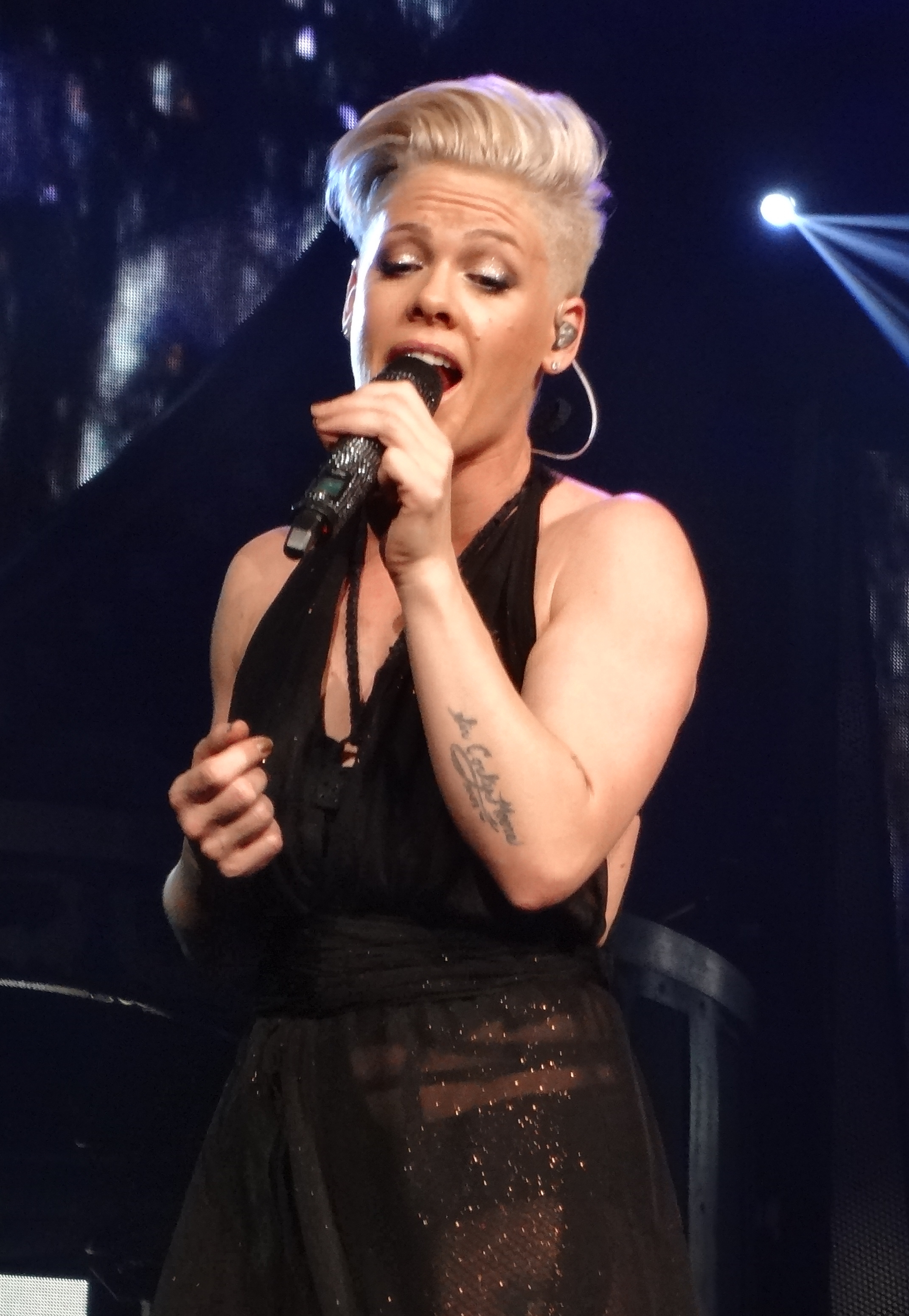
P!nk

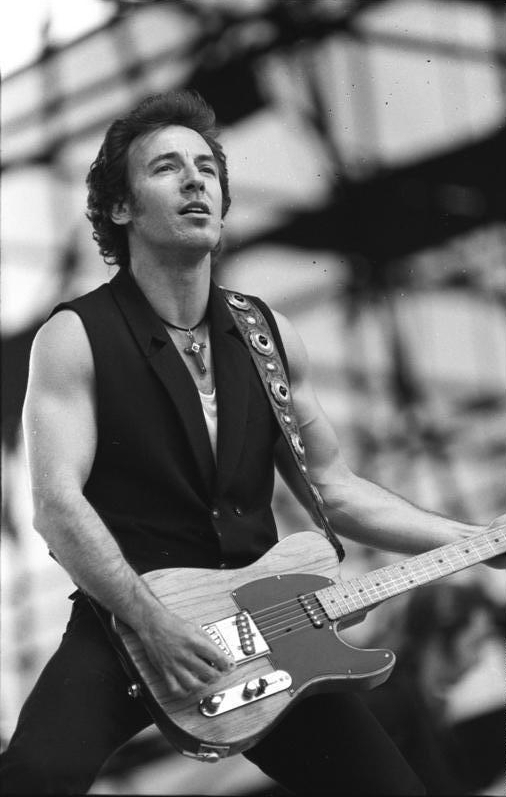
Bruce Springsteen

- And You Will Know Us By The Trail of Dead
- Architects
- Aretha Franklin
- Annie Lennox
- Audioslave
- Avril Lavigne
- Backstreet Boys
- Band of Horses
- The Bangles
- Barry Gibb
- Barbra Streisand
- Beardfish
- Benny Goodman
- Bessie Smith
- Beyoncé
- Big Time Rush
- Bill Withers
- Billie Holiday
- Billy Joel
- Bing Crosby
- Blood, Sweat & Tears
- Bloodbath
- Blue Öyster Cult
- Bob Dylan
- Boney M.
- Bonnie Tyler
- Boston
- Brad Paisley
- Britney Spears
- Bruce Springsteen
- Bring Me the Horizon
- Broken Bells
- Buddy Guy
- Bullet for My Valentine
- Bush
- The Byrds
- Candy Dulfer
- Cake
- Carole King
- Calvin Harris
- Céline Dion
- Charles Mingus
- Cheap Trick
- Chet Baker
- Cher Lloyd
- Christina Aguilera
- Chris Brown
- The Chieftains
- Ciara
- The Clash
- Cyndi Lauper
- Cypress Hill
- Daft Punk
- Dave Brubeck
- David Bowie
- David Cassidy
- David Gilmour
- Dean Martin
- Deep Purple
- Delta Goodrem
- Depeche Mode
- Destiny's Child
- Die Flippers
- Dido
- Dionne Warwick
- Dixie Chicks
- Dolly Parton
- Duke Ellington
- Earl Sweatshirt
- Earth, Wind & Fire
- Electric Light Orchestra
- Erroll Garner
- Elvis Presley
- Europe
- Eurythmics
- Everything Everything
- Faithless
- Falco
- Fates Warning
- Fatboy Slim
- First Aid Kit
- Fiona Apple
- Fishbone
- Fleetwood Mac
- Fleur East
- The Flower Kings
- Foo Fighters
- Foster the People
- Frans Bauer
- Frank Sinatra
- Franco Battiato
- Fugees
- Garth Brooks
- Garou
- Gavin DeGraw
- Gavin James
- George Duke
- George Michael
- Giovanni Allevi
- Gipsy Kings
- Glenn Gould
- Gloria Estefan
- Good Charlotte
- A Great Big World
- Hall & Oates
- Hansi Hinterseer
- Harold Arlen
- Harry Belafonte
- Harry Connick jr.
- Harry Nilsson
- Heaven Shall Burn
- Herman Brood
- Herbie Hancock
- High on Fire
- Hilary Duff
- Hooverphonic
- Hurts
- I Muvrini
- Iggy & The Stooges
- Il Divo
- Il Volo
- In Flames
- In This Moment
- Incubus
- Indochine
- The Isley Brothers
- James Galway
- James Taylor
- James Brown
- Jamiroquai
- Janis Joplin
- Jacqueline Govaert
- Jay-Z
- J. Cole
- Jean-Jacques Goldman
- Jean-Michel Jarre
- Jeff Beck
- Jeff Buckley
- Jefferson Airplane
- Jennifer Lopez
- Jessica Simpson
- Jimi Hendrix
- Joan Baez
- Joe Dassin
- Joe Satriani
- Joe Cocker
- John Barry
- John Denver
- John Legend
- John Mayer
- Johnny Cash
- Joshua Bell
- Journey
- Judas Priest
- Justin Timberlake
- Julio Iglesias
- Kane
- Kasabian
- Kesha
- Keb' Mo'
- Kansas
- Kenny G
- Kelly Clarkson
- Kings of Leon
- The Kinks
- Korn
- Kodaline
- Kris Kristofferson
- Korn
- K's Choice
- Kygo
- Kylie Minogue
- Lauryn Hill
- Lang Lang
- Leonard Cohen
- Little Mix
- Lou Reed
- Louis Armstrong
- Loretta Lynn
- Luther Vandross
- Maaike Ouboter
- Macy Gray
- Mahalia Jackson
- Manic Street Preachers
- Maria Mena
- Mariah Carey
- Marvin Gaye
- Mario Biondi
- Mary J. Blidge
- Maxwell
- Meat Loaf
- Men at Work
- Michael Jackson
- Michael Bolton
- Miles Davis
- Miley Cyrus
- Milow
- Mina
- Mobb Deep
- Modern Talking
- Modest Mouse
- Motörhead
- Moonspell
- Mott the Hoople
- Mountain
- Muddy Waters
- My Bloody Valentine
- Nas
- Nena
- New Cool Collective
- Natasha Bedingfield
- New Kids On The Block
- Neal Morse
- Nina Hagen
- The O'Jays
- One Direction
- Oomph!
- Opeth
- Olly Murs
- OutKast
- Ozzy Osbourne
- Paradise Lost
- Patti Smith
- Patrick Fiori
- Paul Desmond
- Paul Simon[2][3][4]
- Pearl Jam
- Pharell Williams
- Philip Glass
- P!nk
- Pain of Salvation
- Paradise Lost
- Passenger
- Patti Smith Group
- Pearl Jam
- Pentatonix
- Rage Against the Machine
- REO Speedwagon
- Rick Astley
- Ricky Martin
- Rod Stewart
- Roger Waters
- Rory Gallagher
- Roy Orbison
- Ryan Adams
- Sam Cooke
- Santana
- Sarah McLachlan
- Sara Bareilles
- Scorpions
- Sia
- Simon & Garfunkel
- Sly & the Family Stone
- Spin Doctors
- Stanley Clarke
- Stevie Ray Vaughan
- Steve Hackett
- Steve Vai
- Stray Cats
- Susan Boyle
- Switchfoot
- Taj Mahal
- Terence Trent d'Arby
- The Alan Parsons Project
- The Allman Brothers Band
- The Byrds
- The Fray
- The Jackson 5
- The Strokes
- The Sweet
- Thomas Newman
- Tina Arena
- TLC
- Toni Braxton
- Tony Bennett
- Tori Amos
- Toto
- Travis
- Train
- Usher
- Van Morrison
- Vanessa L. Williams
- Vaya Con Dios
- Velvet Revolver
- Vladimir Horowitz
- Westlife
- Wham!
- Whitney Houston
- Will Smith
- Willie Nelson
- Within Temptation
- Wouter Hamel
- Wolfgang Petry
- Wu-Tang Clan
- Yiruma
- Yo-Yo Ma